# خون‌ریزی غیرطبیعی رحم
بیماری‌های خونریزی رحم یا خونریزی غیرطبیعی رحم (به انگلیسی: Abnormal uterine bleeding) به هرگونه خونریزی غیرعادی از رحم گفته می‌شود.
خونریزی رحمی که بدون دلیل یا سابقه باشد ممکن است در هر رده سنی برای خانمها اتفاق بیفتد. هر گونه خونریزی غیرمعمول باید هر چه سریعتر مورد ارزیابی قرار گیرد. خونریزی غیرطبیعی رحمی یک خونریزی شدید یا غیرعادی از رحم (از طریق واژن) است.

## علل خونریزی رحم
بارداری یک دلیل رایج خونریزی رحم است. یکی از شایع‌ترین دلایل وجود پولیپ در دیواره رحم هست، به تومور کوچک خوش‌خیم در دیواره رحم، پولیپ رحم می‌گویند که باعث خونریزی شدید یا طولانی شدن قاعدگی می‌گردد. پولیپ رحم بیشتر در سنین باروری و به دلیل تولید یا مصرف بیش از اندازه هورمون بوجود می‌آید می‌تواند به خونریزی در زمانی غیر از قاعدگی (لکه بینی) منجر می‌شود. پولیپ رحم بیشتر در سنین باروری و به دلیل تولید یا مصرف بیش از اندازه هورمون بوجود می‌آید.
کیست تخمدان نیز موجب شدت خونریزی در دوران قاعدگی می‌شود. این کیست‌های تخمدان کیسه‌هایی پر از مایع هستند که داخل یا روی تخمدان ایجاد می‌گردند. نازسایی تخمدان هادر تولید، تکمیل و آزاد کردن تخمک (تخمک گذاری) باعث برهم زدن تعادل هورمونیو در نتیجه خونریزی شدید می‌گردد.
آیودی‌های داخل رحمی نیز یکی از دلایل خونریزی شدید در دوران قاعدگی است. این دستگاه داخل رحمی، برای جلوگیری از بارداری به کار می‌رود. در خانم‌های بالای ۴۵ سال، خونریزی زیاد می‌تواند نشانگر نزدیک شدن دوران یائسگی باشد. در موارد نادر افزایش خونریزی ممکن است نشانه ای از بدخیمی در رحم باشد.
خونریزی غیر نرمال ناشی از عدم تعادل هورمونی در نوجوانان یا در زنانی که به یائسگی نزدیک می‌شوند، است.
اینها تنها چند مشکلی هستند که می‌توانند باعث خونریزی غیرطبیعی رحمی شوند. این مشکلات در هر سنی ممکن است رخ دهد، اما خونریزی غیرطبیعی رحمی معمولاً به سن شما بستگی دارد.

## درمان خونریزی رحم
- هورمون تراپی
- داروهای غیراستروییدی
- کوتاژ تشخیصی
- هیستروسکوپی
- هیسترکتومی
- تخریب آندومتر (endometrial ablation)

یکی از روش‌های مؤثر برای درمان خونریزی‌های غیرطبیعی رحم، استفاده از روش ابلیشن رحم (تخریب اندومتر) با بالن آب گرم کاواترم (Cavaterm) می‌باشد روش درمانی کاواترم از نسل گلوبال اندومتریال ابلیشن (تخریب اندومتر) است که روشی ساده و قابل اعتماد بر اساس مدل درمانی کم تهاجمی می‌باشد.
در این روش تمام یا بخش اعظمی از لایه داخلی رحم (بازال) که منشأ خونریزی هاست تا عمق ۱۰ میلیمتر غیرفعال می‌شود و خونریزی یا به صورت دائم از بین می‌رود یا به میزان زیادی کاهش می‌یابد.
در این روش جراحی باز انجام نمی‌شود و در مدت زمان ۱۰ دقیقه توسط یک بالن آب گرم تخریب دیواره رحم انجام می‌شود.
در بیمارانی که بیماری‌های زمینه ای مثل نارسایی کلیوی، کبدی، قلبی عروقی، دیابت یا هر گونه عارضه ای که تحت جراحی با بیهوشی طولانی مدت جهت انجام عمل هیسترکتومی نمی‌توانند قرار گیرند نیز به عنوان درمان موقت یا دائم تحت بیهوشی اسپاینال یا اپیدورال می‌تواند انجام شود.
نتیجه درمان با کاواترم دائمی است در اکثر موارد، این فرایند به شکل سرپایی انجام می‌گیرد و احتیاجی به بستری شدن ندارد و بیماران می‌توانند به کارهای روزانه خود بازگردند.
باید توجه داشت در این روش بارداری صورت نمی‌گیرد و برای افرادی که تمایل به بارداری ندارند مناسب است

### مزایای روش تخریب آندومتر
حفظ رحم (احتیاجی به خارج سازی رحم/هیستروکتومی نیست). بنابراین مشکلاتی از قبیل افسردگی، اختلالات هورمونی و … به وجود نمی‌آید.
هزینه این عمل کم تهاجمی بسیار پایین‌تر از جراحی‌های سنگین دیگر است
حدوداً ۹۵ درصد زنانی که با این روش مورد درمان قرار گرفته‌اند رضایت کامل داشته‌اند. قبل از درمان احتیاجی به استفاده از داروهای هورمونی نیست.

## تقسیم‌بندی
خونریزی غیرطبیعی رحم را به دو گونه می‌توان تقسیم‌بندی کرد براساس سن بیمار یا عامل ایجاد آن

### بر اساس سن
1. از بدو تولد تا قبل از سن بلوغ.
2. دختران در سنین بلوغ.
3. خانم‌ها در سنین بارداری.
4. خانم‌ها در سنین یائسگی.

### بر اساس علت
1. بیماری‌های ساختمانی رحم مثل پولیپ، فیبروم (میوم) رحمی که تومور خوش‌خیم عضله جسم رحم است، بزرگی رحم (که در اثر زایمان‌های متعدد ایجاد می‌شود) یا بروز سرطان رحم که بیشتر در خانم‌های بالای ۵۰ سال و بعد از یائسگی بروز می‌کند.
2. اختلالات هورمونی و عدم تخمک‌گذاری که با وجود طبیعی بودن ساختمان رحم این خونریزی‌ها ایجاد می‌شوند و به آنها خونریزی‌های اختلال عملکرد رحم (dysfunctional Uterine Bleeding) می‌گویند.

علل خونریزی غیرطبیعی رحم بسیار متنوعند از جمله اختلالات قاعدگی، عفونت، آی‌یودی، استرس، کیست تخمدان، سوءتغذیه، بدخیمی، اختلالات هورمونی، مصرف دارو، پولیپ، میوم، حاملگی و سقط.
خانم‌هایی که در سنین بارداری قرار دارند، بیشتر از بقیه به دلیل خونریزی رحمی به پزشک مراجعه می‌کنند.

## اختلالات قاعدگی
خونریزی غیرطبیعی قاعدگی وقتی است که الگوی دوره قاعدگی طبیعی از نظر مدت یا مقدار خونریزی تغییر کند.
یک دوره قاعدگی طبیعی در یک خانم در سن باروری شامل حدود ۲۸ روز است که در ۷–۳ روز آن خونریزی مختصری به اندازه ۸۰–۲۰ میلی لیتر رخ می‌دهد.

## انواع
انواع خونریزی غیرطبیعی قاعدگی بسیار متنوع‌اند مانند:
1. پلی منوره که دوره قاعدگی کمتر از بیست و یک روز است.
2. اولیگومنوره (به انگلیسی: Oligomenorrhea) که دوره قاعدگی بیشتر از سی و پنج روز است.
3. هایپرمنوره (به انگلیسی: Hypermenorrhea) که میزان خونریزی بیش از هفت روز است.
4. متروراژی (به انگلیسی: metrorrhagia) که خونریزی نامنظم است. (از نظر دفعات)
5. منوراژی (به انگلیسی: Menorrhagia) که حجم خونریزی بیش از هشتاد میلی لیتر است.

## سایر علل
برخی از علل شایع خونریزی غیرطبیعی رحم (بجز اختلالات قاعدگی) عبارتند از عفونت، آی‌یودی، استرس، کیست تخمدان، سوءتغذیه، بدخیمی، اختلالات هورمونی، مصرف دارو (مانند قرصهای جلوگیری از بارداری)، پولیپ، میوم (فیبروم)، حاملگی، سقط، سرطان گردن رحم و رحم و نزدیک شدن به دوران یائسگی.